# Wish Upon
Wish Upon is een Amerikaanse horrorfilm uit 2017, geregisseerd door John R. Leonetti. De hoofdrollen worden vertolkt door Joey King, Ki Hong Lee, Sydney Park, Shannon Purser, Sherilyn Fenn, Elisabeth Röhm en Ryan Phillippe. De film werd uitgebracht op 14 juli 2017.

## Verhaal
De 17-jarige Clare Shannon ontdekt dat haar moeder zelfmoord heeft gepleegd, wordt gepest op de middelbare school, in verlegenheid gebracht door haar vader Jonathan en genegeerd door haar vroegere liefde. Alles verandert als haar vader thuiskomt met een oude muziekdoos waarvan het opschrift belooft dat de eigenaar zeven wensen mag doen. In eerste instantie is Claire sceptisch, maar toch wordt ze in verlegenheid gebracht. Met elke wens kans ze immers haar leven ingrijpend veranderen. Daarmee nadert haar leven de perfectie, totdat mensen om haar heen beginnen te sterven.

## Rolverdeling
| Acteur             | Personage        |
| ------------------ | ---------------- |
| Joey King          | Claire Shannon   |
| Ki Hong Lee        | Ryan Hui         |
| Sydney Park        | Meredith McNeil  |
| Shannon Purser     | June Acosta      |
| Sherilyn Fenn      | Mrs. Deluca      |
| Elisabeth Röhm     | Johanna Shannon  |
| Ryan Phillippe     | Jonathan Shannon |
| Kevin Hanchard     | Carl Morris      |
| Mitchell Slaggert  | Paul Middlebrook |
| Josephine Langford | Darcie Chapman   |
| Alice Lee          | Gina             |
| Victor Sutton      | Oom August       |

## Productie
Wish Upon is losjes gebaseerd op The Monkey's Paw van W.W. Jacobs. Oorspronkelijk zou Catherine Hardwicke de film regisseren maar stapte af van het project. Producer Sherryl Clark stuurde het script naar John R. Leonetti, die na wat wijzigingen de regie op zich nam.  Een scène waarin Carl bijna wordt geraakt door een vrachtwagen werd verwijderd omdat deze te veel zou lijken op Billy Hitchcocks dood in Final Destination.
Op 27 juli 2016 werd Leonetti officieel als regisseur aangesteld. Sherryl Clark van Busted Shark Productions werd aangesteld als producer en het script werd geschreven door Barbara Mitchell. Joey King werd in augustus 2016 als hoofdrolspeelster gecast en op 9 november 2016 voegde Ki Hong Lee zich bij de cast.  King en Leonetti werkten eerder samen in The Conjuring en Shannon Purser werd gecast na haar rol in Stranger Things.  De productie van de film vond plaats in Toronto in november 2016. Door de film op te nemen met een Arri Alexa op 3.4 solutie onderscheidde de film zich in de visualisatie van andere horrorfilms.

## Release
Een teaser trailer van Wish Upon werd uitgebracht op 9 februari 2017. De eerste trailer werd vrijgegeven op 22 maart 2027 en de tweede trailer op 22 mei 2017. In de Verenigde Staten was de film vanaf 14 juli 2017 in de bioscopen te zien en in het Verenigd Koninkrijk vanaf 28 juli 2017.